# Ysby
Ysby is een dorp in de gemeente Laholm in de provincie Halland in het zuiden van Zweden. Het dorp heeft 246 inwoners (2005) op een oppervlakte van 36 hectare.
Ala · Allarp · Edenberga · Genevad · Hasslöv · Hishult · Knäred · Laholm · Lilla Tjärby · Mellbystrand · Ränneslöv · Skottorp · Skummeslövsstrand · Vallberga · Våxtorp · Veinge · Ysby